# Ricken
Ricken ist ein 800 m ü. M. hoher Ort am Rickenpass im Schweizer Kanton St. Gallen.
Politisch ist Ricken zweigeteilt. Der westliche Teil inklusiv des Dorfzentrums gehört zur Gemeinde Gommiswald, der östliche inklusiv der Kirche zur Gemeinde Wattwil. Im Dorf selbst gibt es einige Gewerbebetriebe.

## Geographie
Das Dorf Ricken liegt auf dem gleichnamigen Pass zwischen Wattwil und Neuhaus bzw. Wattwil und Gommiswald. Durch das Dorf fliesst der Rickenbach. Westlich vom Dorf liegt das Hochmoor Durschlagen.

## Geschichte

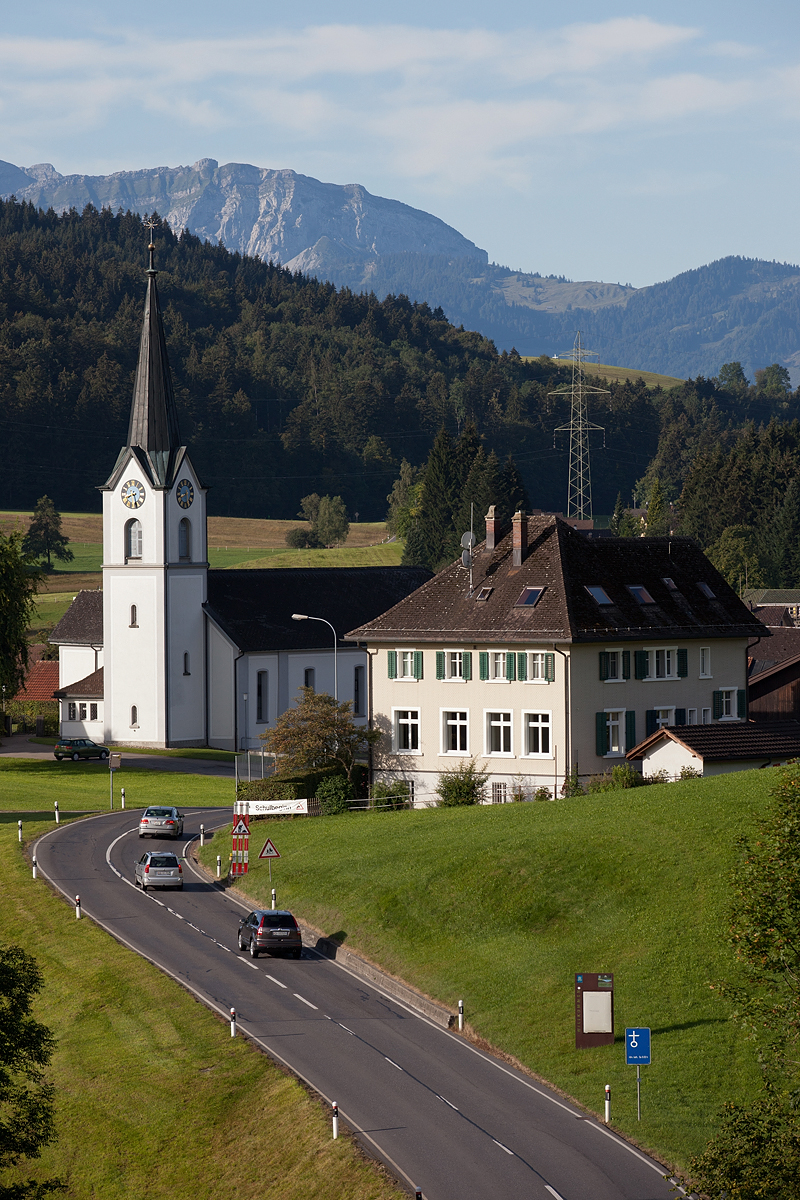
Passstrasse, Kirche und Schulhaus

Erstmals wird der Name Ricken 1471 erwähnt, nachdem das Toggenburg mit dem Ricken der Fürstabtei St.Gallen zugeschieden worden war. Obwohl schon seit dem 8. Jahrhundert nachweislich Verkehr über den Ricken bestand, wurden erst 1653 Verhandlungen über den Bau einer Karrenstrasse aufgenommen. Die beiden Parteien St.Gallen und Schwyz, der damals die Kontrolle über Uznach und Gaster hatte, konnten sich aber nicht einigen. Auch der Toggenburgerkrieg brachte keine Einigung. Erst 1786, als der Toggenburgerrat beschloss, eine Fuhrwerkstrasse über den Ricken zu errichten, trat Ruhe ein.

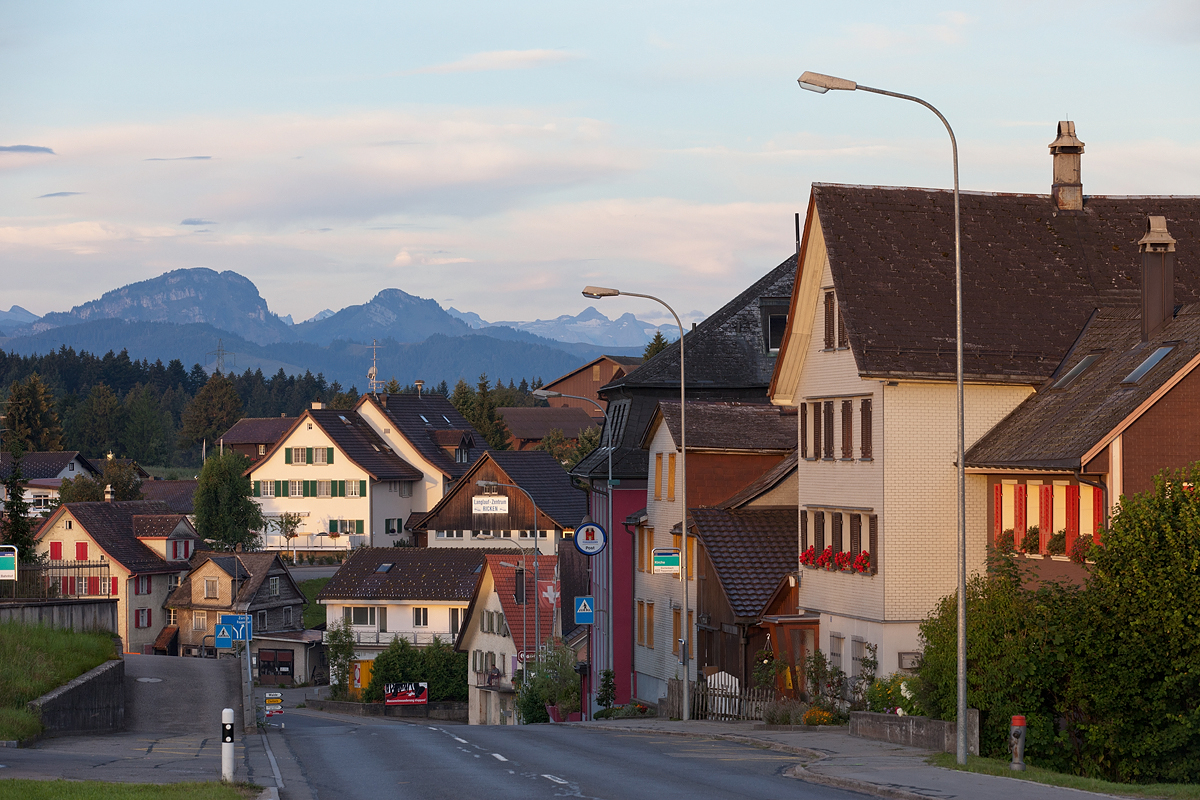
Wattwilerstrasse

Zur selben Zeit, also 1783, wurde mit dem Bau einer Kirche begonnen, die die seelsorgerische Betreuung der verstreut lebenden Bauernfamilien bedeutend verbesserte. Dank der neuen Strasse begann das Geschäft mit der Rast und den Übernachtungen zu florieren. Die stetig wachsenden Transportbedürfnisse regten die Rapperswiler 1826 zum Bau einer neuen Landstrasse von Rapperswil nach Wattwil an. Dort wo die beiden Hauptstrassen sich kreuzten, entstand das Dorf Ricken. Acht Gaststätten und Herbergen standen in und um Ricken. Die gut ausgebauten Strassen ermöglichten einen regen Postkutschenbetrieb, der 1835 sogar mehr Passagiere führte als die Eisenbahnlinie St.Gallen–Zürich.

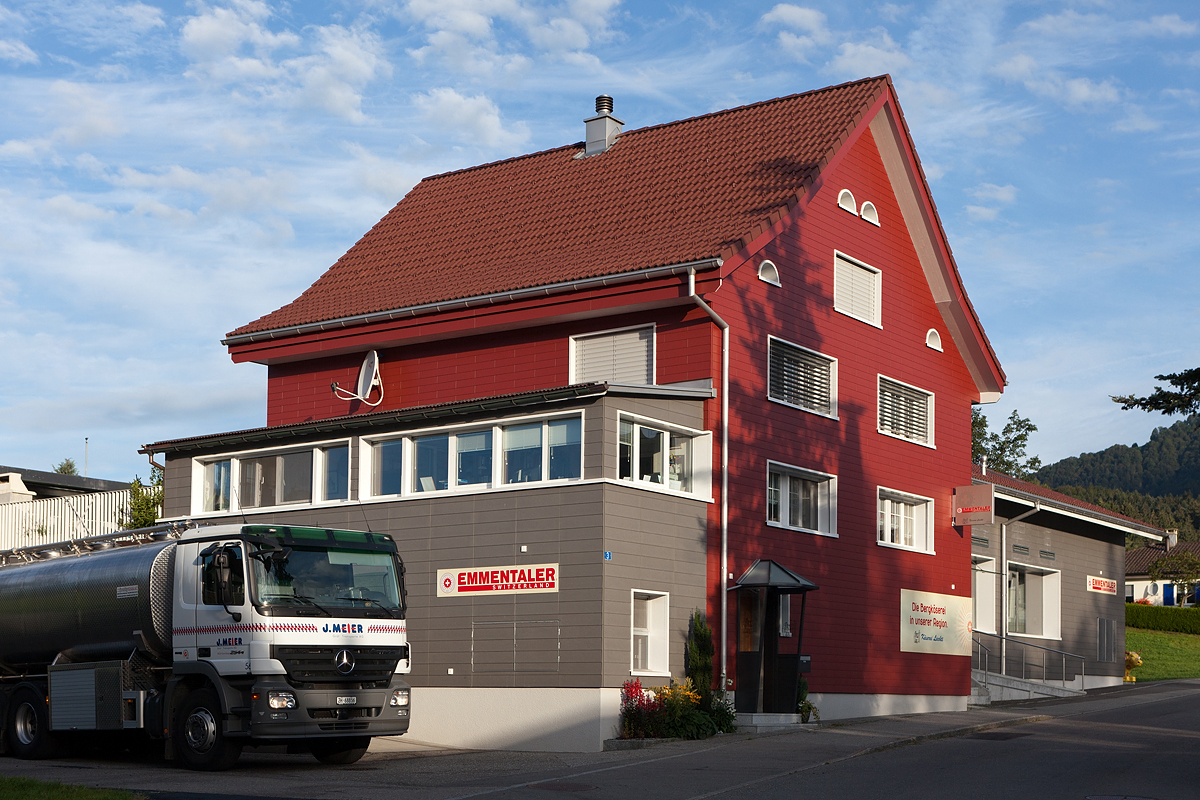
Bergkäserei Ricken

Anfang des 20. Jahrhunderts wurde die Planung einer Eisenbahnlinie von Wattwil nach Rapperswil in Angriff genommen. Die anfänglichen Hoffnungen der Rickner auf eine Eisenbahnlinie über den Ricken wurden aber mit dem Rickentunnel von Wattwil nach Kaltbrunn zerstört. Die Ära der Postkutschen war wegen des neuen Tunnels vorbei. Die Postautolinie Uznach–Gommiswald–Ricken–Wattwil sicherte die Anbindung der Bewohner an den öffentlichen Verkehr. Neben den Gastbetrieben entwickelte sich eine bescheidene Gewerbetätigkeit mit Sandsteinen und Torf. Die Haupteinnahmequelle blieb die Landwirtschaft.

## Religion
Der Ricken ist ein mehrheitlich katholisches Dorf, mit einer katholischen Kirche und einer selbstständigen Kirchgemeinde. Diese Kirchgemeinde war seit jeher ein wichtiger Teil des Zusammengehörigkeitsgefühls der politisch gespaltenen Dorfbevölkerung.

## Schule
Im Dorf gibt es ein Schulhaus für die Kindergartenstufe sowie für die Unterstufe. Die Mittelstufe wird im Schulhaus Schönenberg unterrichtet, Oberstufe und weiterführende Schulen werden in Wattwil besucht.

## Verkehr
Ricken befindet sich an der Hauptstrasse 8 am Kulminationspunkt des Rickenpasses. Von Ricken aus zweigt die Hauptstrasse 427 Ricken–Kaltbrunn–Reichenburg ab. Die Buslinien Wattwil–Eschenbach–Rapperswil und Uznach–Gommiswald–Ricken führen nach Ricken.

## Tourismus und Sehenswürdigkeiten
Das Naherholungsgebiet Ricken ist bekannt für seine Wandergebiete und für die Rodelbahn Egg-Ricken sowie im Winter für den Langlaufsport. Der Schwingerverband Rapperswil und Umgebung führt jährlich das traditionelle Rickenschwingfest durch.